# ウクリーア
ウクリーア（イタリア語: Ucria, シチリア語: Ucrìa）は、イタリア共和国シチリア州メッシーナ県にある、人口約1,000人の基礎自治体（コムーネ）。

## 地理

### 位置・広がり

#### 隣接コムーネ
隣接するコムーネは以下の通り。
- カステッルンベルト
- フロレスタ
- ラックーイア
- シナグラ
- トルトリーチ